# Nepalotymal
Nepalotymal, tymal nepalski (Acanthoptila nipalensis) – gatunek średniej wielkości ptaka z rodziny pekińczyków (Leiotrichidae). Występuje endemicznie w Nepalu. Nie jest zagrożony wyginięciem.

## Taksonomia
Po raz pierwszy gatunek opisał Brian Houghton Hodgson. Opis ukazał się w 1836 na łamach Asiatic researches; autor nie wspomniał, z jakiej dokładnie części Nepalu pochodził holotyp. Zaznaczył, że w upierzeniu brak dymorfizmu płciowego, musiał więc przebadać więcej niż jednego osobnika. Nadał nowemu gatunkowi nazwę Timalia nipalensis. W 1855 Edward Blyth zaproponował wydzielenie nepalotymala do osobnego rodzaju Acanthoptila i taka też systematyka była uznawana np. przez A.O. Hume’a, T.C. Jerdona i R.B. Sharpe’a, a niektórzy autorzy uznają ją do tej pory. Z drugiej strony niektórzy autorzy włączali go do rodzaju Turdoides i to ujęcie systematyczne stosowane jest nadal przez Międzynarodowy Komitet Ornitologiczny czy Clements Checklist of Birds of the World. Do rodzaju Turdoides włączył nepalotymala Jean Théodore Delacour w 1946, bez udzielenia szerszego komentarza. Nepalotymal wyróżnia się ostro zakończonymi stosinami piór na piersi i głosem. Niektóre cechy – jak np. kształt nozdrzy, dzioba, wygląd pokryw podskrzydłowych i budowa nogi – są podobne do opisywanych u przedstawicieli Garrulax. Według Ripleya nepalotymal ma cechy pośrednie między ptakami z rodzaju Garrulax a Turdoides. Gatunek monotypowy.

## Morfologia
Długość ciała wynosi 22–26 cm, masa ciała 58–64 g. Długość środkowego palca (z pazurem) około 24 mm. Wymiary szczegółowe w milimetrach:
|    | Długość skrzydła | D. ogona | D. dzioba | D. skoku |
| -- | ---------------- | -------- | --------- | -------- |
| 5♂ | 79–86            | 106–117  | 21–23     | 30–32    |
| 7♀ | 81–87            | 107–113  | 20–26     | 30–33    |

U dorosłych występują dwa typy upierzenia (patrz: polimorfizm) różniące się kolorystyką gardła i brody – mogą być one białawe lub ciemne (według E.W. Oatesa upierzenie zmienia się zależnie od pory roku). U dorosłego wierzch ciała szarobrązowy, pokrywy uszne białawe; można dostrzec krótką, białawą brew. Pióra na wierzchu głowy i czole wyróżniają się sztywnymi stosinami (u młodocianych nie jest to wyraźna cecha), dzięki którym nepalotymal otrzymał angielską nazwę Spiny Babbler (dosł. kolczasta tymalia). Pierś kremowopłowa, pokryta paskami. Ogon stopniowany. Boki i pokrywy podogonowe oliwkowe. Kolor tęczówki różnie podawany: jako niebieski lub szarobrązowy.

## Zasięg występowania
Endemit Nepalu. Zależnie od pory roku wędruje na określone wysokości: od 900 do 1900 m n.p.m. zimą i od 1400 do 2100 m n.p.m. latem.

## Ekologia i zachowanie
Tymale nepalskie bywały stwierdzane na wysokości od 800 do 2200 m n.p.m. Zasiedlają gęste zadrzewienia wtórne. Żywią się głównie owadami. W jednym z badań na 2295 fragmentów pokarmu (zjedzonych przez 316 osobników) 86% stanowiły bezkręgowce, pozostałe 14% owoce i nasiona. Z bezkręgowców zjadają m.in. owady, ślimaki i dżdżownicowate. Żerują na ziemi. Nepalotymal potrafi naśladować głosy innych ptaków. Podczas snu umieszcza głowę między nasadami skrzydeł i stroszy się na kształt kuli; możliwe, że ma to odstraszać drapieżniki. Płochliwy. Może przebywać pojedynczo lub w niewielkich grupach 3–10 osobników, również z sierpodziobami rudolicymi (Erythrogenys erythrogenys).

### Lęgi
Okres lęgowy trwa od kwietnia do czerwca. Gniazdo umieszczone jest w krzewie lub kępie traw. Gniazdo ma kształt kubeczka, zbudowane jest z trawy, liści i włókien roślinnych. Jedno zmierzone gniazdo miało średnicę około 12,5 cm i wysokość blisko 5 cm. W zniesieniu 3 lub 4 jaja o skorupce barwy jasnoniebieskiej; ich wymiary to około 28 na 16,5 mm.

## Status i zagrożenia
IUCN uznaje nepalotymala za gatunek najmniejszej troski (LC, Least Concern) nieprzerwanie od 1988 (stan w 2025). BirdLife International ocenia trend populacji jako prawdopodobnie stabilny ze względu na brak widocznych zagrożeń i dowodów na spadki liczebności. Był opisany jako dość pospolity już w 1889; obecnie (2007) lokalnie pospolity w swoim poszatkowanym zasięgu. Występuje na Endemic Bird Area 129 Central Himalayas.